# Habsburg–Tescheni Matild Mária főhercegnő
Habsburg–Tescheni Matild Mária Adelgunda Alexandra Mathilde Marie Adelgunde Alexandra von Österreich–Teschen (Bécs, 1849. január 25. – Hetzendorfi kastély, Bécs-Meidling, 1867. június 6.), osztrák főhercegnő, magyar és cseh királyi hercegnő, Habsburg–Tescheni Albert főherceg legkisebb leánya, tragikus baleset során fiatalon halt meg.

## Élete

### Származása, testvérei
Matild Mária főhercegnő édesapja Habsburg–Tescheni Albert főherceg (1817–1895) volt, Teschen II. hercege, császári-királyi tábornagy, Habsburg–Tescheni Károly főherceg (1771–1847) és Henrietta Alexandrina nassau–weilburgi hercegnő (1797–1829) fia, II. Lipót német-római császár unokája. Édesanyja a Wittelsbach-házból való Hildegárd Lujza bajor királyi hercegnő (1825-1864) volt, I. Lajos bajor király (1786–1868) és Terézia Sarolta szász–hildburghauseni hercegnő (1792–1854) leánya. Házasságukból két leány született, és egy fiú, aki azonban kétéves kora előtt meghalt:
- Mária Terézia Anna főhercegnő (1845–1927), aki 1865-ben Fülöp württembergi herceghez (1838–1917) ment feleségül.
- Károly Albert Lajos főherceg (1847–1848), az egyetlen fiú, 18 hónapos korában meghalt himlőben.
- Matild Mária Adelgunda Alexandra főhercegnő (1849–1867).

Keresztneveit édesanyjának nővérei: Matild Karolina (1813–1862), Adelgunda Auguszta (1823–1914) és Alexandra Amália (1826–1875) bajor királyi hercegnők után kapta, akikkel Hildegárd hercegnő igen szoros és szeretetteljes viszonyban állt. Matild Mária születése körül keletkezett komplikációk következtében édesanyja nem szülhetett több gyermeket.

### Ifjúsága
A család nyaranta a Bécs melletti Badenben, a Weilburg kastélyban lakott, amelyet Matild Mária főhercegnő apai nagyapja, az 1847-ben elhunyt Károly főherceg építtetett feleségének, Henrietta Alexandrina nassau–weilburgi hercegnőnek. Telente a család Bécsben, Albert főherceg palotájában lakott (az  Albertina ma állami múzeum). Igen szoros kapcsolatokat ápoltak a császári családdal, Erzsébet királyné gyakran és szívesen látogatott unokanővéréhez, Hildegárd hercegnőhöz.
Édesanyját 15 évesen veszítette el. 1864 márciusában Hildegárd hercegnő Münchenben részt vett bátyjának, II. Miksa bajor királynak (1811–1864) temetésén. Megfázott, tüdő- és mellhártyagyulladást kapott, és április elején meghalt.
Matild Mária távoli unokafivére, a kalandos életű, világutazó Habsburg–Toscanai Lajos Szalvátor főherceg (1847–1915) beleszeretett Matild főhercegnőbe. A fiatalok szívesen eljegyezték volna egymást, de a Habsburg-családnak más tervei voltak a leánnyal. Matild főhercegnőt – a romló olasz–osztrák kapcsolatok megjavításának szándékával – Savoyai Umbertó olasz trónörökös hercegnek (1844–1900), II. Viktor Emánuel olasz király fiának szánták, aki később, 1878-tól I. Umbertó néven Olaszország királya lett.
Matild főhercegnő szoros baráti köréhez tartozott Habsburg–Estei Mária Terézia Henrietta főhercegnő (1849–1919) is, a későbbi bajor királyné, József nádor unokája, akinek édesanyja, Erzsébet Franciska Mária főhercegnő (1831–1903) második házasságát Habsburg–Tescheni Károly Ferdinánd főherceggel (1818–1874), Matild Mária főhercegnő nagybátyjával, Habsburg–Tescheni Albert főherceg öccsével kötötte.

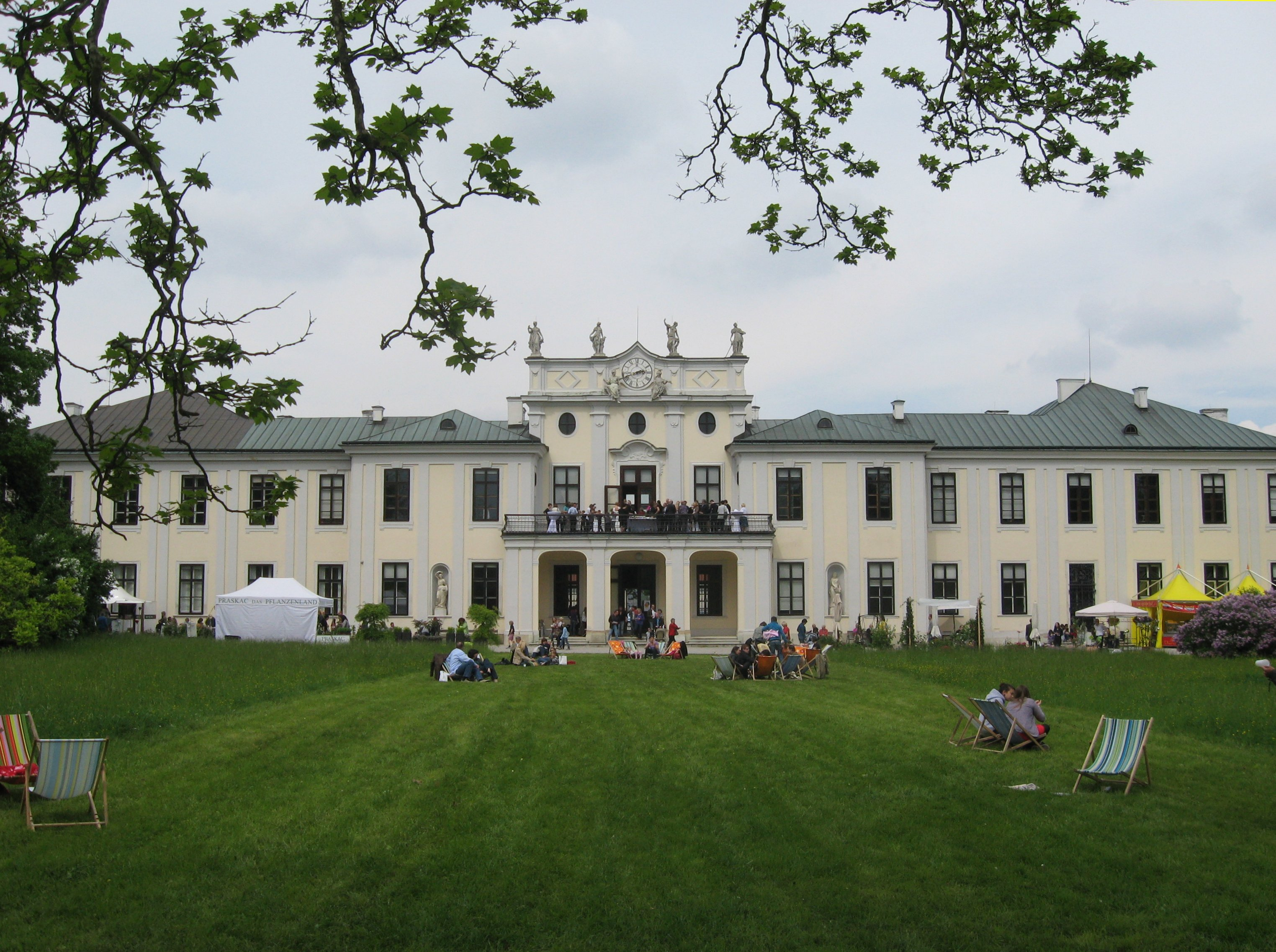
A hetzendorfi kastély

### Halála
1867 májusának végén a badeni Weilburg kastélyban ünnepélyes esti fogadást tartottak, a leányok Erzsébet császárné társaságában időztek, színházi előadásra készültek. Matild Mária főhercegnő könnyű indiai szitaszövetből (muszlinból) készült ruhát viselt, amely a kor szokása szerint glicerinnel volt impregnálva. Az előadásra indulás előtt még rágyújtott egy cigarettára, amikor apja, Albert főherceg, aki szigorúan tiltotta leányainak a dohányzást, bejött a szobába. A leány a háta mögé rejtette az égő cigarettát, a laza, gyúlékony ruhaanyag azonnal tüzet fogott és lángra lobbant. A szerencsétlen főhercegnő a tehetetlenül kapkodó családtagok jelenlétében súlyosan megégett. Hazaszállították a Hetzendorf kastélyba, ahol a kezelés ellenére két hét szenvedés után június 6-án belehalt másod- és harmadfokú égési sérüléseibe. 18 éves volt.
Matild Mária főhercegnőt a Habsburg-család temetkezőhelyén, a kapucinusok bécsi templomának Császár-kriptájában (Kaisergruft) temették el, édesanyja, Hildegárd hercegnő és bátyja, Károly Albert főherceg mellé.
A hetzendorfi kastély ma Bécs 12. kerületéhez, Meidlinghez tartozik. Az épületben divattervező és ruházati szakiskola működik.